# Max Scheler
Max Scheler (München, 22. kolovoza 1874. – Frankfurt na Majni, 19. svibnja 1928.), njemački filozof
Bio je profesor u Kölnu i Frankfurtu. Proučavajući prvenstveno etičku i antropološku problematiku postao je najznačajniji predstavnik Husserlove fenomenološke škole. Utjecao je na razvoj suvremene etike i aksiologije, a njegov utjecaj posebno je vidljiv u djelu N. Hartmanna. U svojim glavnim djelima "Formalizam u etici i materijalna vrijednosna etika" pobija Kantov formalizam. 
Na filozofsko-teološkim spoznajama doktorirao je na Gregoriani fra Josip Blažević.